# Karl Veken

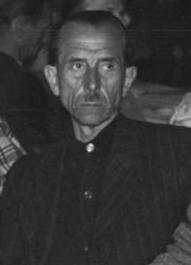
Karl Veken am 7. Mai 1952 in Ostberlin

Karl Veken (* 22. Juli 1904 in Essen; † 21. Juli 1971 in Karl-Marx-Stadt) war ein Widerstandskämpfer gegen den Nationalsozialismus und ein deutscher Schriftsteller in der DDR. Sein schriftstellerisches Material entnahm er seinen Erlebnissen, dem Widerstandskampf gegen die Nationalsozialisten, den Erfahrungen im Zuchthaus sowie der Emigration in Prag und in Frankreich.

## Leben
Karl Veken wurde an einem von Jesuiten geleiteten Lehrerseminar ausgebildet. In den politischen Auseinandersetzungen der Weimarer Republik fand er zur Arbeiterbewegung, zuerst zur SPD. 1929 trat er der KPD bei und schloss sich der „Gruppe oppositioneller Lehrer“ an. Für die KPD arbeitete er auch als Journalist. 1933/1934 beteiligte er sich am Widerstand gegen den Nationalsozialismus. 1934 wurde er verhaftet und wegen „Hochverrats“ zu Zuchthaushaft verurteilt. Nach seiner Entlassung 1936 ging emigrierte er in die Tschechoslowakei, später nach Paris. 1940 bekam er den Parteiauftrag, zur illegalen Arbeit nach Deutschland zurückzukehren. Dort fiel er schon bald der Gestapo in die Hände. Von 1944 bis zum Kriegsende war er Häftling im Konzentrationslager Sachsenhausen.
Sofort nach der Befreiung vom Nationalsozialismus arbeitete Veken als Lehrer und Schulleiter in Berlin. Die Arbeit mit Jugendlichen war sein Lebenselement. So kam es zu den »Vier Berliner Rangen«, seinem ersten Kinderbuch. Für das 1948 veröffentlichte Liederbuch für unsere schaffende Jugend schrieb er das Lied „Wir geh’n voran über Trümmer und Scherben …“, um Jugendliche für den Wiederaufbau nach den Kriegszerstörungen zu begeistern. Doch so gern er Lehrer war, kam er neben der Schule nicht zum Schreiben, seiner Leidenschaft. So beschloss er, freier Schriftsteller zu werden. 1956 heiratete er die Schriftstellerin Katharina Kammer.
Veken stellte die jungen Helden seiner abenteuerlichen Geschichten mitten in die Kämpfe der Zeit. Seine »Geschichten aus stürmischen Tagen«, gesammelt im Band »Der Kellerschlüssel«, sind voller Humor, Fantasie und Warmherzigkeit für die einfachen Menschen und ihre Kinder. Persönliche Erlebnisse als Widerstandskämpfer und Häftling sind auch der reale Hintergrund für die Fabeln in seinen beiden Romanen »Auf Tod und Leben« und »Jagd ohne Gnade« (1961 und 1969).
Zuletzt lebte Karl Veken in Augustusburg.

## Ehrungen
- 1969 wurde Karl Veken der Vaterländische Verdienstorden in Bronze verliehen.[3]
- Die Schule in Augustusburg hieß von 1976 bis 1992 „Karl-Veken-Oberschule“.

## Bücher
- Der Kellerschlüssel, 1955
- Abenteuer mit Viktor, 1956
- Peng und 'ne Kiste, 1956
- Die Rei-Nopis oder Das sind ja schöne Geschichten!, 1958
- Auf Tod und Leben, 1961
- zusammen mit Katharina Kammer: Micki Mager. Die Abenteuer eines deutschen Jungen. Verlag Neues Leben, Berlin 1966
- Jagd ohne Gnade, 1969
- zusammen mit Katharina Kammer: Die unromantische Annerose. Tagebuch einer Achtzehnjährigen, 1964